# Wolly
«Wolly» — дистанційно керований бойовий модуль, розроблений українською компанією DevDroid. У складі модуля — роботизована турель з кулеметом, віддаленим пультом управлінням і використанням штучного інтелекту для розпізнавання живої сили противника та її знищення.
Міністерство оборони України в грудні 2024 кодифікувало та допустило дистанційно керований бойовий модуль Wolly до використання у Силах оборони.

## Характеристики
Модуль призначений для виконання бойових та розвідувальних завдань у складних умовах, забезпечує високу точність ураження цілей і збереження особового складу. Оснащений кулеметом калібру 7,62 або 12,7 мм із автоматичною подачею боєприпасів, тепловізором, а також системою автоматичного виявлення, розпізнавання та супроводження цілей.
Модуль має компактні розміри та невелику вагу, що спрощує його транспортування. Один військовослужбовець може самостійно доставити його до місця встановлення. Завдяки ємним акумуляторам Wolly здатний працювати кілька днів без підзарядки.
Модуль розроблено з урахуванням реального бойового досвіду українських військових і їхніх практичних потреб. За словами заступника міністра оборони Дмитра Кліменкова, під час створення Wolly врахували пропозиції щодо вдосконалення керування та автоматизації його роботи.
Оператор може дистанційно керувати туреллю, перебуваючи на відстані до 100 метрів від неї. Управління здійснюється за допомогою планшета та геймпада. Система здатна автономно функціонувати протягом 130 годин, а її маса становить 30 кілограмів (без урахування боєкомплекту). Wolly є найлегшою туреллю у світовому масштабі.

## Модифікації
Wolly 7.62  
Має можливість встановлення кулемету калібру 7.62 мм.
Основне призначення -  ураження неброньованих цілей, таких як автомобілі з озброєнням та інша техніка, а також незахищених, зокрема живої сили;
Оптимальний для виконання розвідувальних завдань та оборони позицій.
Досить легкий, може переноситись однією людиною.
Wolly 12.7 
Має можливість встановлення кулемету калібру 12.7 мм.
Здатний ефективно уражувати легкоброньовані цілі, таких як БМП, БТР і броньовані автомобілі, неброньованих, зокрема автомобілів з озброєнням та іншої техніки, а також незахищених, таких як жива сила.
Використовується для підтримки штурмових операцій і захисту важливих об’єктів.  https://www.devdroid.tech/catalog/tripod-12.7
Обидві модифікації мають інтегровану оптико-електронну систему спостереження, що дозволяє вести вогонь у будь-який час доби та за різних погодних умов.